# Telarmachay
Telarmachay es un yacimiento arqueológico situado en el distrito de San Pedro de Cajas, provincia de Tarma, departamento de Junín, en los Andes Centrales del Perú. Se hallaron allí evidencias de una continua ocupación humana desde el 7.000 a. C. hasta el 1700 a. C., es decir, el período conocido como Precerámico, que algunos investigadores lo dividen en dos: lítico y arcaico. Destaca el hallazgo de innumerables restos óseos y coprolitos (excrementos fosilizados) de camélidos sudamericanos, lo que ha llevado a sostener que aquella zona fue el centro de la domesticación de dichos animales (llamas y alpacas), hacía 6.000 a 4.500 a. C. 
El hombre de Telarmachay sería el primer pastor de camélidos de América, también el primero en usar la técnica de cocción de alimentos mediante piedras calientes, conocido actualmente como pachamanca.

## Excavaciones
Las excavaciones y estudios en la zona empezaron en 1974, a cargo de la arqueóloga francesa Danièle Lavallée y su grupo de investigación arqueológica, conformado por Michèle Julien, Jane Wheeler y Claudine Karlin, en el marco del Proyecto Arqueológico Junín-Palcamayo de la Unidad de Investigaciones Arqueológicas N° 25 del CNRS-Francia.

## Ubicación y descripción
Telarmachay es un abrigo rocoso situado a una altitud de 4.420 m s. n. m. y a unos 8 km al nornoroeste de San Pedro de Cajas, Provincia de Tarma, en la parte oriental de las punas de Junín. Cerca se halla la laguna de Parpacocha. 
La ocupación más antigua (nivel VII) registra artefactos líticos relacionados con la “tradición Lauricocha”; lo que indicaría que por entonces era un “lugar de parada para cazadores”. Su establecimiento al borde de una amplia depresión glaciar y su cercanía a una fuente de agua permanente, lo haría un lugar idóneo para servir de refugio a dichos cazadores prehistóricos.
Lavallée sostuvo que la ocupación humana en Telarmachay empezó hacia 8.000-7.000 a. C., ya que unos dos milenios antes (10.000 a 8.000 a. C.) el abrigo rocoso era inhabitable pues la nieve permanente descendió hasta la cota 4.300 de elevación en esa época. Los huesos más comunes de esa primera época corresponden a camélidos silvestres (guanacos y vicuñas) y cérvidos (tarucas), piezas de caza del hombre prehistórico. Hacia el 6.000 a. C., estos cazadores, ya muy compenetrados con el ambiente y la fauna propia de las punas, habrían empezado el proceso de domesticación de los camélidos, con animales en estado de semi-cautiverio.
En el nivel VI empieza a notarse un aumento significativo de los huesos de camélidos y una disminución de los de cérvidos, así como otros indicios que probarían que por esa época, hacia 4.500 a. C., se habría logrado la domesticación de los camélidos. Una de las pruebas sería el cambio producido en la morfología dentaria de los animales, que identifican a una nueva especie: la alpaca; otra sería la alta tasa de mortalidad de animales recién nacidos o neonatos, consecuencia del cautiverio en corrales de especies en trance de domesticación.
En los niveles V y IV existen otras evidencias que se relacionan con la vida sedentaria y la crianza de camélidos: restos de viviendas, que se deducen por la presencia de hoyos de postes en el nivel V y bases de piedras en el nivel IV. Asimismo, se hallaron restos de fogones, para los cuales se emplearon piedras calientes en donde se asaban las carnes y se templaban las pieles de animales. 
Otros descubrimientos interesantes son tres entierros, en el nivel VI: el de una mujer de unos 50 años, con las extremidades fuertemente flexionadas pero sin cráneo, que yace en una fosa ovalada; el de una mujer joven cuyo esqueleto se halla incompleto, enterrado en una fosa elíptica, en donde también se hallaron los restos de un niño con un collar hecho en concha marina. Este último hallazgo, así como el de un trozo cortado de caracola Strombus en el nivel IV, sugiere un intercambio directo de los hombres de Telarmachay con pobladores de la costa, o bien de manera indirecta, por intermediarios.
Telarmachay continuó ocupado por el hombre hasta el fin del precerámico. Luego fue habitado esporádicamente en el Intermedio Tardío, hasta la conquista española.

## Importancia
Junto con las cuevas de Pachamachay y Uchcumachay (yacimientos arqueológicos situados también en las punas de Junín), Telarmachay es prueba de que el proceso de la domesticación de los camélidos sudamericanos se originó en esa zona de los Andes Centrales del Perú. También es probable que en este sitio se iniciara el procesamiento de la fibra de camélidos. El pastoreo de camélidos se extendió luego por las punas altoandinas de Pasco, Huánuco y Áncash. La ganadería de estos animales es uno de los rasgos fundamentales de la cultura andina. Proporcionó al hombre andino carne para su alimentación, lana para su vestido, estiércol para combustible y huesos para la fabricación de diversos instrumentos, así como su fuerza para el transporte de cargas.

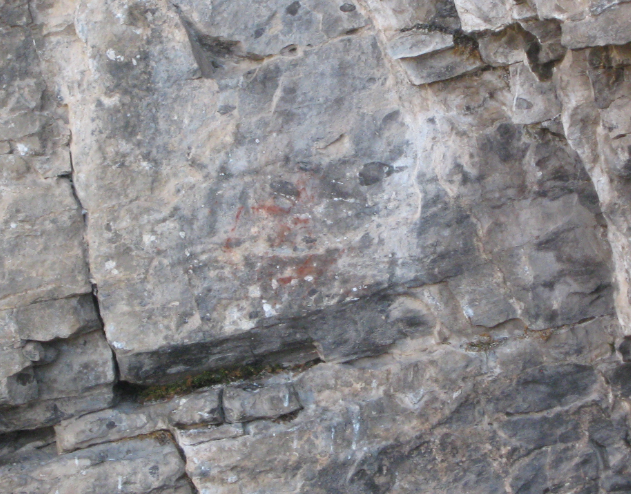
Pintura rupestre en Telarmachay

Asimismo, el trabajo de las pieles de animales fue al parecer una actividad muy importante para el hombre de Telarmachay, a juzgar por la frecuencia notable de raspadores de piedra. 
También en Telarmachay se encontraron evidencias de que fue ahí, donde el hombre empezó a utilizar la técnica de cocción mediante piedras calientes, conocido actualmente como pachamanca. En Telarmachay se encontraron piedras, restos de antiguos hornos además de restos de carbón. 